# الشاهد (رواية)
روايه الشاهد هي رواية للكاتب والصحفي المكسيكي خوان بيورو، مُفكر مكسيكى مُهاجر إلى أوروبا، بروفيسور في جامعة ناتيرى، رجع إلى بلده بعد غياب طويل. الشاهد من أبرز أعمال الكاتب التي نال بسببها على جائزة هيرالد عام 2004 حيث تدور أحداث. الشاهد يعطي الكاتب في روايته الشاهد رؤية خام ويائسة عن المكسيك الفعلية حيث بعد سبع عقود مع العقوبات الدولية للإصلاح في الحكم المُشتهى بدون القدرة على الاقتراب إلى النموذج الديمقراطى للغرب. بواقعية وبطبيعية يرسم فسيفساء المجتمع حيث يشمل الخادمين حتى أقطاب العالم من الاتصال. على الرغم من أنها روائية إلا أن قصة خوليو بالديبيسو بطل رواية الشاهد- بلأحرى تظهر أنها رؤية للتنديد بلألم الذي يشعر به شخص تم نفيه للعودة إلى أصله وملاحظة أن كل شيء أصبح متساوٍ أو أصبح أسوء مما كانت عليه عندما غادر. تُظهر رواية الشاهد المكسيك كبلد مُقسمة ليس فقط في الاختلافات البارزة الاقتصادية ولعدم وجود طبقة وسطى، أيضاً للقناعات السياسية والدين. يُظهر بطريقه إنسانية بدون دراما أو تبسيط النوع الخيرون مقابل الأشرار دراما معتاد عليها في القرن العشرين لأمة تنقسم إلى قسمين بعد مبارزة بين الأشقاء.
ولكن، إذا كان أمر بالغ الأهمية للسياسة والمجتمع، وحتى أكثر من ذلك هو وسائل الإعلام، التي يعرفها المؤلف نفسه بوضوح شديد.تُعد «تلفاز القمامة» واحد من أفات القرن الحادى والعشرين حيث يظهر كخلفيه ومُحرك لمؤامره.ويرتبط هذا الإصدار الجديد من «الترفيه»، يستوعب مهزلة مثيرة للسخرية والخلو من الدٍقه مثل الأسلحة لا تخطئ في قتال للمجالس.وعلى النقيض من ذلك، يُمجد الشعر من خلال الشخصية المتواجده دائماً لوبيز بيلاردي، الذي ابياته الشعرية تظهر وتختفى بإستمرار على طول الصفحات ولكن دائما مبرره وتتطلبها القصة نفسها.
بيورو يُظهر قدره كبيره على توفير قراءه مُمتعه وسهله وخفيفه مع ذكريات الماضى الدقيقة وبتناوب مُنظم مع سرد الأحداث والحوارات حيث في أي لحظه لا تفقد المسار في الرواية.أيضاًيٌعطى تحويلات غير ضروريه من خلال أوصاف غامضه وشامله وليشكر أن لا يحايد القوالب النمطيه الغير إنسانيه الذي يحاول التوصل إليها ليُظهر مجتمع أمريكا اللاتينيه.مُهرب المخدرات خوان رويث (البيكينجو)والملياردير غاندارا ومُشرف على أملاك العائلة إيلينو أو الأب مونتيفيدرى الذي قال:"لقد حان الوقت لنتخلى عن خوفنا من قدائسنا تغيرت المكسيك في الثانى من يوليو لعام2000 هُم جزء من الفرح الواسع للأشخاص الذي يدور حول ازاله الغموض عن النموذج المُمثل من أمريكا المعروفه بلمعارضه مع الولايات المُتحده.
بنهايه سريعه قليلاً ومؤامره مُثيره للاهتمام للتى كانو يُمكن أن يأخذوها جرعات أكبر من المؤامرات.رواية الشاهد تترك القارئ بإحساس انه مُحبط أكثر من أن يكون شاهداً والاقتراب من الحقيقية المكسيكيه الماضية والحاليه لروايه رائعه من في الأدب.
خسر أخيراً الحزب التأسيسى الثورى في الانتخابات وبدأ مرحله انتقاليه مختلفه. لكن هذه العودة لحاضر مختلف جداً عن الذي تركه عندما رحل، ستتحول إلى فرصه لفك شفره ماضيه، ماضى عائلته وبلده، في روايه حيث تظهر الحبكة الدراميه كأليه مؤرقه من الدقة. لأن خوليو، مثل كل المنفيين، رجع لهذا الوقت الغريب من العوائد، ماضى دائماً حاضر حيث يلتأم شمل شخص ما مع شبح ما يُمكن أن يكون، بتضليل مستحيل للعوده للحياه التي تركها. وفي هذه المُقايضه المُغريه والرهيبه يحدث التئام الشمل الذي أوصله إلى الحب الضائع، إلى حلقه من حرب كريستيرا التي يعتمد عليها إسمه الخاص، إلى الأسطورة الحيه الشاعر رامون بيريث بيلاردى، يُعد الشاعر الأول الحديث في المكسيك، الذي عاش وكتب أيضاً في فتره أُخرى من التحول، هناك انحناء للوقت حيث يُمكن أن يكون أول الشعراء الجُدد أحياناً يكون الأخير من القدماء.
مُراجعه ساخره للأساطير وحاله وسائل الإعلام للعالم المُعاصر، استرجاع مُبهج للشعر كركيزه خالده في فوضى التاريخ. تُعد روايه الشاهد واحده من أكثر الروايات الناشطه والذكية في أدب أمريكا اللاتينية المُعاصر. أو من الأدب المُعاصر، دون المزيد، التي بها خوان بيورو يقع في المرتبة الأولى من كُتاب جيله.
يعود بالديبييسو مع زوجته وبناته من فرنسا الي المكسيك ليستعيد الماضي الذي لم يعشه من قبل هناك (المكسيك)والذي بالطبع لن يسجله في ملف الذكريات اليومية ولا حتي في الملف المرتبط بالأحداث ذات الصلة.البلد مختلفه، الحزب السياسى، متآلف الذي حكمها من عقود من الزمان كان من المبانى العامة، السكان يرسمون بغير مهاره مجتمع آملاً وأكثر عدلاً.
يسعى خوليو إلى معرفة التغيرات الغير ناجحه حيث سافر إلى العمق لكى يتواجه مع الماضى المألوف في القرية «طُرق العم دوناسيانو».تروق الأرض الريفيه له على الرغم من أن الاقتراب من ذاكرة الشاعر المكسيكى الحديث رامون لوبيث بالديرا(1888-1921)يُعد له مشكلة.
حدث أن عند استعجاله للذهاب إلى الدراسة في فلورينسيا في إيطاليا، انتحل هوية طالب من أوروغواي مقتول على يد الجنود الموجودين في المقاطعة في جنوب أمريكا. النص وجده في مكتبة الجامعة حيث قام بلخدمه الاجتماعيه الجبريه للحصول على لقب مُحترف. الخطيئة حملته دائماً في السر الأكثر عُمقاً، اسم الشاعر لوبيث بيلاردى، الموضوع الرئيسى للنص، قام بتحصيله ليالٍ كتيره سابقه ليوم الامتحان الأخير.
إن زيارة ملكيه العم تراقبه بأشباح الشاعر وأشباح نيبيس، الحب الأول الذي لم يتوافق أبداً مع الهدف من حياه مُشتركه ويُضاف لذلك تلك المُحادثات الطويلة مع القِس مونتيبيردى الذي يعترف اليه العم بخطايا خياليه. ذِكرى صفحات شريره من التاريخ، حرب كريستيرا التي كانت يُشير فيها إلى الحماس ضد هؤلاء المُنافقين المُصاحبين للنفاق الموجودين في الكنيسة من أجل إحداث الضجيج.
تُعد رواية الشاهد، خوان بيورو، شاهدً على التغيرات السياسية، التأثير على الأسرة المُباشره، في الملكية الريفيه الفسيحه للعم دوناسيانو والحب الضائع في الماضى.
النص لامع ومُتطور بطريقه ذكية. يتحدث الأشخاص بطريقه طبيعيه والأصوات الإيقاعيه تُحدث اختلافات ثقافيه واضحه. إن وصف المدينة والمحافظة والعادات الحضريه والريفيه وأشكال الحياة وتقاليد البلد المُتغيره أعطو للقارئ حِس إظهارهم بنفسه.